# Val di Fleres
La val di Fleres (Pflerschtal in tedesco) è una piccola valle dell'Alto Adige, che parte da Colle Isarco fino ad arrivare alla cima di Montarso (Östlicher Feuerstein) nelle Alpi Breonie.

## Geografia fisica

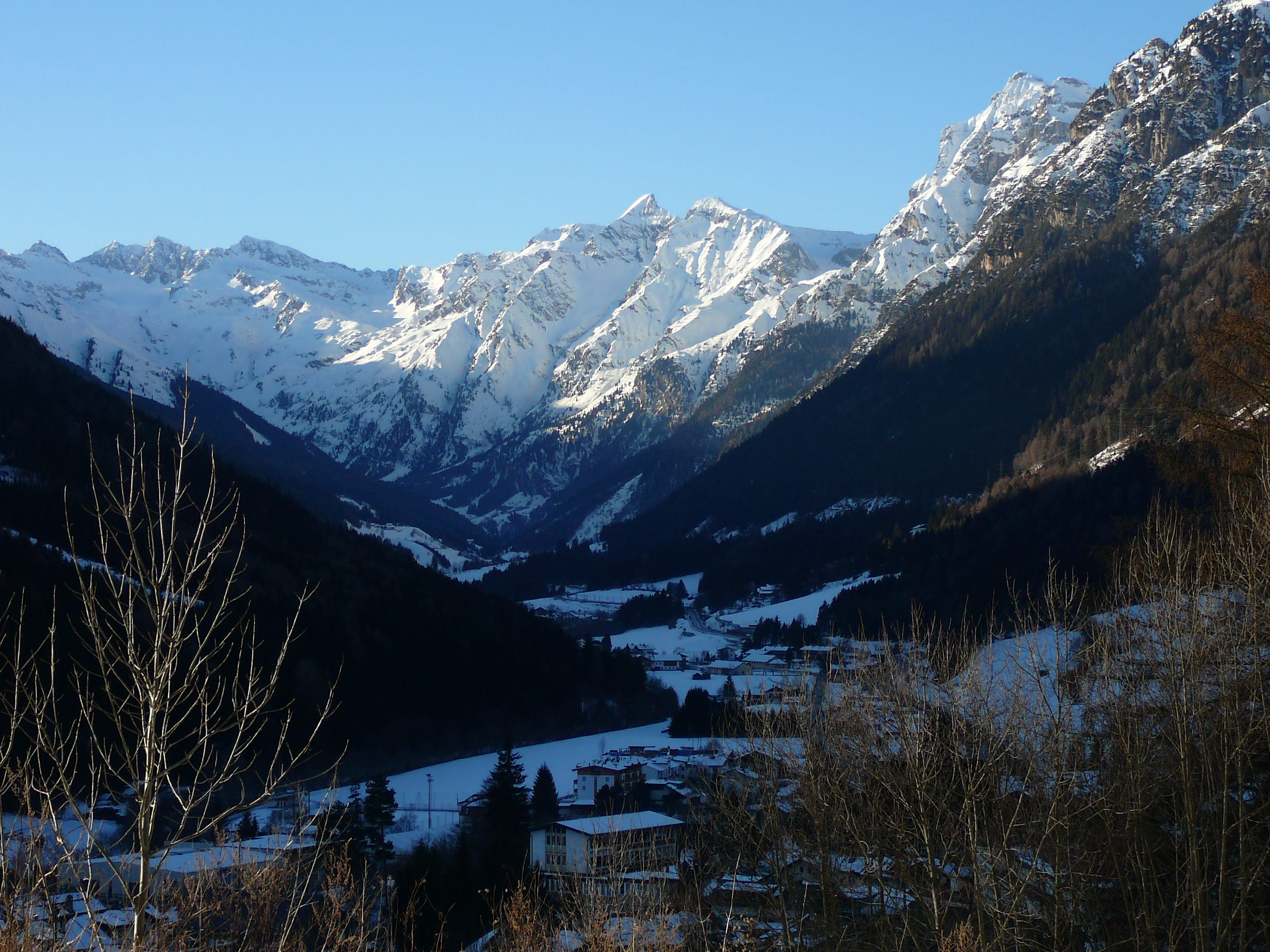
Panoramica della val di Fleres

La valle è lunga all'incirca 16 chilometri, come l'omonimo rio Fleres, che dopo appunto 16 chilometri sfocia nel fiume Isarco. 
La valle con le sue frazioni e i suoi casali sparsi appartiene (dal 1928) al comune di Brennero e si trova a un'altezza media di 1.245 m s.l.m.

## Storia
Nel passato veniva chiamata anche Silbertal ("valle dell'argento") a causa delle miniere ivi presenti fin dal Medioevo. Le miniere d'argento e di piombo di Fleres rimasero attive fino al 1818.
Attualmente la valle è considerata uno dei luoghi più incontaminati dell'Alto Adige
Lungo questi sentieri, un aristocratico francese e geologo di nome Deodat de Dolomieu, scoprí nel XVIII secolo, una nuova roccia. La roccia calcarea, che però non reagiva ai test salini, fu chiamata roccia dolomitica. Solo decenni più tardi le Dolomiti, patrimonio mondiale dell'UNESCO, presero questo nome.

## Monumenti e luoghi d'interesse
- I masi di Stein (Steinhöfe);
- la cascata all'inferno (Cascata Pflerscher Höll) in località Fleres di Dentro (Innerpflersch);
- le cascate della val di Fleres, e i cunicoli dei minatori;
- la chiesa dedicata a Sant'Antonio abate, menzionata nel 1416.
- Sentiero Dolomieu.

## Sport

### Invernale
Nel periodo invernale si hanno a disposizione 18 chilometri di piste da sci.Una nuova cabinovia veloce per 10 persone con stazione intermedia parte dalla valle verso il comprensorio sciistico. Presso la stazione intermedia è presente uno skilift per bambini e principianti. Le piste della parte superiore dell'area sciistica sono raggiungibili, con la modernissima seggiovia "Wastenegg", in look Pininfarina, da due seggiovie quadriposto con ammorsamento automatico (Ladurns) e uno skilift in località San Antonio (St. Anton).Particolarmente raccomandata,per sciatori esperti, è la pista dedicata allo sciatore alpino "Patrick Staudacher" che proprio qui muoveva i suoi primi passi.
E, ancora, vi sono due piste da fondo e una pista per lo slittino lunga 6.5 Km  che invita a divertenti discese in compagnia attraverso boschi innevati.
La pista da slittino parte direttamente dalla stazione a monte degli impianti e porta alla stazione a valle. Gli slittini possono essere noleggiati alla stazione a valle.
La pendenza da piatta a media offre un percorso vario e sicuro, soprattutto per i bambini. La vista pittoresca sulla Valle di Fleres e il cibo saporito dei rifugi vicino la stazione a monte e a valle assicurano una splendida giornata invernale anche agli adulti.

### Estivo
- L'alta via di Fleres (Großer Pflerscher Höhenweg);
- il sentiero Dolomieuweg: da Ladurns a Valminga (Valming) e monte Cavallo (Rosskopf).

### Ladurns
Zona sciistica d'inverno, ma molto apprezzata anche d'estate, in quanto offre la possibilità di molteplici punti di partenza per escursioni, ma anche semplici passeggiate. La malga Ladurns è raggiungibile a piedi in circa 2 ore (sentiero 35/A) o tramite la seggiovia in 7 minuti.

### Rifugio Edelweiss
Dalla malga Ladurns è possibile raggiungere la malga Edelweiss, riconoscibile in quanto ha appresso un crocefisso, e un laghetto, dove si pescano anche le trote. Da qui l'escursionista si trova di fronte il gruppo del Tribulaun, che nonostante raggiunga solo 3.100 metri si erge imponente rispetto agli altri massicci montuosi.

### Malga Alriss
La Malga Allriss è un´incantevole malga tradizionale che si trova in Val di Fleres nel comune del Brennero.
Da S. Antonio il sentiero N°27, attraversando una zona boschiva.
Durata: 1,5 ore di salita Variante: 2 ore.
Percorso facile in 288 m di dislivello.
In inverno c´è la possibilità di scendere con lo slittino.